# Sesel pestrý
Sesel pestrý (Seseli pallasii) je druh rostliny z čeledi miříkovité (Apiaceae). Roste na výslunných stráních, na okrajích cest a ve stepích.

## Popis
Sešel pestrý může dosáhnout výšky mezi 0,3 až 1,2 metru, barva květů je bílá. Kvete mezi červnem a srpnem, v Česku je původním druhem. Je to dvouletá až vytrvalá bylina s jemně rýhovanou lodyhou.

## Rozšíření
Sesel pestrý je rozšířený od severní Itálie přes panonskou část střední Evropy a jihovýchodní Evropu až po střední Ukrajinu. V České republice roste pouze v nejteplejších pahorkatinách jižní Moravy (nejhojněji na Hustopečsku, dále například na Mikulovsku, Znojemsku), kde dosahuje severozápadní areálové hranice.